# Il re dei giardini di Marvin
Il re dei giardini di Marvin (The King of Marvin Gardens) è un film del 1972 diretto da Bob Rafelson, con Jack Nicholson, Bruce Dern, Ellen Burstyn e Scatman Crothers.
Terzo film di Rafelson e terzo con Nicholson, dopo Sogni perduti (1968) e Cinque pezzi facili (1970), è uno dei film che contribuì allo sviluppo della fase della storia del cinema statunitense conosciuta come New Hollywood: praticamente incompreso in patria, in Europa venne accolto positivamente.
Il titolo è ripreso da una casella del gioco Monopoly, l'italiana "Piazza Giulio Cesare", in inglese "Marvin Gardens" (ossia "I Giardini di Marvin").

## Trama
Atlantic City: il pubblicitario Jason, idealista sognatore, si trova coinvolto in una vicenda di speculazione edilizia: cerca così di coinvolgere nell'affare il fratello David, conduttore di un programma radiofonico notturno. La complessa situazione familiare (Jason convive con Sally, donna a sua volta piena di conflitti interiori e in competizione nei confronti della figliastra, Jessica, giovane e bella, che intrattiene un rapporto ambiguo verso il patrigno) ha un epilogo cruento con l'omicidio di Jason da parte di Sally. David, tornato alla radio a Filadelfia, racconta la sua tragedia familiare durante la sua trasmissione alla radio, mentre il vecchio nonno continua a guardare un filmino dei suoi nipoti che costruiscono castelli di sabbia.

## Produzione distribuzione e commenti
- "[...] David e Jason, Sally e Jessica, il quartetto di Il re dei giardini di Marvin, sono l'incarnazione di altrettante facce di un'America che confessa il crollo dei suoi miti sociali ed esistenziali, e guarda i solchi delle rughe dell'animo allo specchio (...) Cinema irrorato dall'incessante deambulare e dialogare dei protagonisti, aperto alle improvvisazioni sul set, alla partecipazione inventiva degli interpreti, alla spontaneità e all'immediatezza tipica dei procedimenti nei quali i soggetti dell'inchiesta vengono provocati per mettersi a nudo [...]"[1]
- Il film venne distribuito in Italia da Riccardo Billi[2]